# Tomislav Mrčela
Tomislav Mrčela (Perth, 1º ottobre 1990) è un calciatore australiano, difensore del Perth Glory.

## Statistiche

### Presenze e reti nei club
| Stagione        | Squadra         | Campionato      | Campionato | Campionato | Coppe nazionali | Coppe nazionali | Coppe nazionali | Coppe continentali | Coppe continentali | Coppe continentali | Altre coppe | Altre coppe | Altre coppe | Totale | Totale |
| Stagione        | Squadra         | Comp            | Pres       | Reti       | Comp            | Pres            | Reti            | Comp               | Pres               | Reti               | Comp        | Pres        | Reti        | Pres   | Reti   |
| --------------- | --------------- | --------------- | ---------- | ---------- | --------------- | --------------- | --------------- | ------------------ | ------------------ | ------------------ | ----------- | ----------- | ----------- | ------ | ------ |
| mar.-mag. 2021  | Bengaluru       | ISL             | -          | -          | -               | -               | -               | AFC Cup            | 0                  | 0                  | -           | -           | -           | 0      | 0      |
| 2021-feb.2022   | East Bengal     | ISL             | 8          | 1          | SC              | -               | -               | -                  | -                  | -                  | -           | -           | -           | 8      | 1      |
| Totale carriera | Totale carriera | Totale carriera | 8          | 1          |                 | 0               | 0               |                    | 0                  | 0                  |             | -           | -           | 8      | 1      |